# Копытово (Пермский край)
Копытово — упразднённая в 2005 году деревня в Чернушинском районе Пермского края. Входил в состав Павловского сельского поселения.

## География
Расположен на юге края и района, вблизи административной границы с Аскинским районом Республики Башкортостан, в пределах восточной части Буйской волнистой равнины, в зоне широколиственно-хвойных лесов, по обоим берегам реки Большой Есаул.
Климат
Климат умеренно континентальный. Характерна продолжительная зима и довольно жаркое лето. Значительны суточные и годовые амплитуды температур. Годовая амплитуда температур составляет 50—60 °C.
Среднегодовая температура воздуха +1,5 °C; средняя температура января −15,6 °C; средняя температура июля +18,4 °C.

## История
Официально упразднена 4 июля 2005 года согласно Закону Пермской области № 2320—514 «Об административно-территориальных изменениях в Пермской области».

## Инфраструктура
Было личное подсобное хозяйство.

## Транспорт
Деревня была доступна по просёлочным дорогам.